# Altamirando Requião
Altamirando Alves da Silva Requião (Salvador, 27 de agosto de 1893 — Salvador, 22 de outubro de 1989) foi um intelectual e político brasileiro. Exerceu o mandato de deputado federal constituinte pela Bahia em 1946.
Graduado em Direito, também atuou como professor, poeta, ensaísta e jornalista. Fez parte da Academia de Letras da Bahia e foi proprietário do jornal Diário de Notícias, entre os anos de 1919 e 1939.
Faleceu em 22 de outubro de 1989, na cidade de Salvador.

## Família e educação
Filho de Ana Rosa da Silva Requião e do médico Euclides Alves Requião,  Altamirando nasceu em 27 de agosto de 1893, na capital baiana.
Em 1906, ingressou na Escola Normal de Salvador, onde se formou professor em 1910, aos 17 anos. Pouco depois, mudou-se para o Rio de Janeiro e matriculou-se na Faculdade de Livre Direito. Diplomou-se advogado em 1917. 
Em 1906, ingressou na Escola Normal de Salvador, onde se formou professor em 1910, aos 17 anos. Pouco depois, mudou-se para o Rio de Janeiro e matriculou-se na Faculdade de Livre Direito. Diplomou-se advogado em 1917.
Foi professor de História no Colégio Estadual da Bahia, na capital Salvador. Também lecionou em instituições como a Faculdade de Filosofia da Bahia, o Ginásio Baiano de Ensino e o Ginásio Guanabara, no Rio de Janeiro. Trabalhou diretamente com educação, nas salas de aula, até 1963, quando decidiu se aposentar. A partir disso, passou a investir seu tempo em produções literárias.

## Carreira política
Altamirando Requião participou direta e indiretamente da política brasileira do século XX. Como jornalista, causou polêmicas ao escrever sobre personalidades importantes do período, como o arcebispo D. Augusto Álvaro da Silva e o pintor Virgílio Maurício.
Na política partidária, foi eleito para o cargo de deputado federal por três vezes: em 1934, 1945 e 1950.
Nas eleições de 1934, concorreu a deputado pelo estado da Bahia, pelo Partido Social Democrático (PSD). Assumiu o cargo no ano seguinte, em 1935. Seu mandato, porém, foi interrompido dois anos depois, com a suspensão dos órgãos legislativos nacionais pelo Estado Novo, em 1937.
O fim do governo varguista marcou a volta de Altamirando à vida política federal. Em 1945, elegeu-se às atribuições da Assembleia Nacional Constituinte. Assim, foi um dos que participaram da discussão e da elaboração da Constituição Brasileira de 1946.
No ano seguinte, tornou-se vice-presidente da Câmara dos Deputados, filiou-se ao Partido Social Trabalhista (PST) e assumiu a liderança da legenda. Também fez parte de três comissões da Câmara: a de Segurança Nacional, a de Legislação Social e a de Constituição e Justiça.
No período em que ficou afastado do governo federal, entre 1942 e 1945, Altamirando não deixou de atuar na esfera política. Nessa fase, participou da gestão do interventor federal da Bahia, Renato Pinto Aleixo, e foi nomeado secretário do Gabinete Civil do estado.
Em outubro de 1950, ganhou novamente as eleições para deputado federal pela Bahia. Dessa vez, numa coligação formada pelo PSD, PST e PRP (Partido de Representação Popular). 
Já distante do cenário político federal, foi intitulado vice-presidente do Tribunal de Contas do Estado da Bahia, entre os anos de 1959 e 1961. Participou também da administração de outros órgãos públicos e comunitários da época. Foi sócio da Sociedade Baiana de Agricultura e dos institutos Histórico e Geográfico de Sergipe e da Bahia. Além disso, filiou-se como membro à Associação Comercial da Bahia. 

## Atuação no jornalismo
A vocação de Altamirando Requião para o jornalismo transpareceu desde cedo. Aos 10 anos, já se aventurava em elaborar uma gazeta semanal, chamada “O Anúncio”. Ao todo, chegou a produzir cerca de 100 edições do título.
Mas, o primeiro passo efetivo para sua carreira como jornalista foi dado em 1907, quando, aos 14 anos, começou a atuar como colaborador da Revista Brasil. Permaneceu no posto até 1913, quando passou a integrar a redação da Gazeta de Notícias. No ano seguinte, juntou-se à equipe do jornal A Tarde e, logo depois, assumiu como secretário no Jornal Moderno. Em 1915, despediu-se temporariamente da imprensa baiana para trabalhar no O País, no Rio de Janeiro. Em dezembro do mesmo ano, recebeu o convite para voltar a sua terra natal e compor o quadro de funcionários do Diário de Notícias. Lá, trabalhava como “noticiarista” e assinava suas produções sob o pseudônimo de Silvio de Villar.
O grande momento de sua trajetória jornalística aconteceu no ano de 1916, quando foi promovido a diretor do periódico. Em 19 de maio de 1919, assumiu o posto de proprietário do jornal. Ao lado dos colegas Hermanno Santana e Antonio Marques dos Reis, aceitou a oferta de compra de Vicente Ferreira de Amaral, dono do Diário de Notícias na época. 
Além do trabalho nas redações, Altamirando também participou de órgãos e movimentos sociais em defesa da profissão. Fazia parte como membro do Sindicato dos Jornalistas da Bahia, do Instituto da Língua Brasileira e atuou como presidente da Associação de Imprensa da Bahia.

### À frente do Diário de Notícias
O objetivo de Requião ao adquirir o Diário de Notícias era transformar o veículo vespertino em um modelo de progresso. Para isso, investiu em mudanças estruturais do negócio: desde alterações administrativas e gerenciais, até mesmo inovações tecnológicas. Ou seja, trouxe um novo olhar para o periódico, repaginou a versão que até então existia e alinhou o empreendimento a uma lógica capitalista de produção.
No período em que esteve sob sua gerência, o jornal foi enfático numa atuação contra uma possível “ameaça vermelha”. Após a Intentona Comunista, em 1935, os esforços na luta contra os ideais comunistas ficaram ainda mais evidentes nas páginas do periódico.
Onze anos depois de adquirir o jornal, os sócios de Altamirando venderam suas partes da empresa e, entre 1930 e 1940, ele acumulou as funções de proprietário e diretor-geral do periódico. Afastou-se de suas funções apenas em 31 de dezembro de 1940, data em que repassou suas ações a outros dois sócios.

## Trajetória artística
No campo das artes, Altamirando Requião foi um nome importante na expressão de uma literatura regional baiana, especialmente por meio de romances históricos. Ainda que dividisse seu tempo entre a carreira artística e a de jornalista, nunca precisou se afastar das redações de jornais para conseguir conciliar as duas coisa. Ao contrário disso, ele se beneficiava desse caminho facilitado aos veículos de comunicação para garantir um espaço cativo de publicação de suas obras.
Requião também foi membro da Academia de Letras da Bahia. Ingressou para a instituição em 1941, quando substituiu a cadeira de número 10, antes ocupada por Muniz Sodré. Contribuiu para que a Academia Baiana de Letras fosse fundada, em 1910, quando Altamirando tinha apenas 17 anos de idade. Ele também era um contribuinte e correspondente frequente das Academias de Letras de Minas Gerais e Alagoas.

### Ficção e romance
“Brutos e Titãs” foi o primeiro romance produzido por Altamirando Requião. Publicado em 1923, foi veiculado inicialmente como um folhetim. De características regionalistas, foi motivado pela própria experiência do autor, que viveu no sertão da Bahia anos antes da publicação da obra.
As invasões holandesas no Nordeste do Brasil são tema central de pelo menos outros quatro romances de Altamirando: “O Baluarte”, “Dom Marcos” (1976), além de “O Bravo Capitão” e “Grande Fracasso” (1984). Entre todas essas obras, apenas "Grande Fracasso" fala sobre a ocupação europeia em Pernambuco. Em todos os outros títulos, o foco está na chegada dos holandeses em cidades da Bahia.

### Poesia
Como poeta, tinha influência autores como os britânicos William Shakespeare e Lord Byron, além do brasileiro Álvares de Azevedo. Publicou suas produções em veículos de comunicação como a revista Via Láctea e a Revista Brasil.
Em 1918, lançou “Luz: Poesias de Duas Épocas”, uma coletânea de poemas que recebeu críticas favoráveis de importantes nomes da época, como os autores Monteiro Lobato e João Grave. Dividida em sete partes, a obra engloba temas como sentimentos amorosos, perfeição formal, questões do sertão e até mesmo homenagens a familiares e personalidades próximas. Essa indefinição estética literária o aproxima da corrente pré-modernista brasileira. Ao mesmo tempo, flerta com características do Romantismo, quando demonstra preocupação com a forma, as rimas e o lirismo presente nos versos.

### Dramaturgia
Como dramaturgo, Altamirando escreveu pelo menos quatro peças teatrais: “Herói” (1917), “Por um raio de Luz” (1915), “Queda do Gênio” (1911) e “A Vitória do Gênio”. Nenhuma delas, porém, chegou a ser encenada. Em 1911, também redigiu críticas sobre produções apresentadas por uma companhia teatral francesa.

## Vida pessoal
Altamirando teve três filhos com a esposa Maria de Lurdes Melo e Silva Requião. Em 1984, tornou-se viúvo. Posteriormente, casou-se com Marinalva Requião.